# John Hurt
Sir John Vincent Hurt CBE (Chesterfield, 1940. január 22. – London, 2017. január 25.) Golden Globe- és BAFTA-díjas angol színész.

## Életpályája
Tanulmányait a Royal Academy of Dramatic Artban fejezte be 1960-ban, majd két évvel rá színpadon is fellépett az Infanticide in the House of Fred Ginger című offbeat darabban. Első jelentős szerepét 1966-ban kapta, a VIII. Henrik angol király és Thomas More konfliktusát feldolgozó az Egy ember az örökkévalóságnak (A Man for All Season) című, hatalmas sikerű filmben. Egy évvel később Tony Richardson bízott rá egy kisebb szerepet A Gibraltár tengerésze (The Sailor from Gibraltar) című filmdrámában. 1969-ben már főszerepet kapott a Bűnös Davey (Sinful Davey) című kalandfilmben.
1971-ben Richard Attenborough partnere volt a Rillington Place 10-ben (10 Rillington Place). 1978-ban A kiáltás (The Shout) című thrillerben szerepelt, majd még ugyanebben az évben jött az Éjféli expressz (Midnight Express), melyért legjobb férfi mellékszereplőként Golden Globe- és BAFTA-díjjal jutalmazták, de még Oscar-díjra is jelölték. Egy évvel később ő alakította Kane másodtisztet A nyolcadik utas: a Halál című Sci-fi Horror filmben, ahol emlékezetes alakítást nyújtott:Ő volt a film gyilkos idegenének első áldozata.
1980-ban Hurt ismét lenyűgözte a filmszakmát Az elefántemberben (The Elephant Man) nyújtott alakításával, melyért újra megkapta a BAFTA-díjat és az Oscar jelölést. 1981-ben a válságos kelet-németországi viszonyokról készített drámában, az Éjszakai átkelésben (Night Crossing) volt főszereplő. 1983-ban egy CIA-mesterkémet játszott Az Osterman hétvége című krimiben Rutger Hauer és Burt Lancaster partnereként. 1984-ben Winston Smith-t keltette életre a George Orwell negatív utópiájából készített 1984-ben (Nineteen Eighty-Four). Szintén 1984-ben Terence Stamp és Tim Roth társaságában játszott Az áruló (The Hit), Stephen Frears rendezte filmben. 1987-ben az Úri passziókban (White Mischief) szerepelt Greta Scacchi, Joss Ackland és Hugh Grant mellett. 1989-ben Ian McKellen partnere volt a Botrány című (Scandal) politikai drámában.
1990-ben A rét (The Field) című ír-angol filmdrámában bukkant fel, majd Az örök Frankensteinben (Frankenstein Unbound). 1993-ban egy magyar filmben vállalt főszerepet, a Kölcsönkapott időben, melyet Poór István rendezett. 1995-ben a Walter Scott regénye alapján készített Rob Royban szerepelt, ezután jött a Jim Jarmusch rendezte, Johnny Depp főszereplésével készült Halott ember (Dead Man). 1997-ben Robert Zemeckis filmjében, a Kapcsolatban (Contact) tűnt fel Jodie Foster, Matthew McConaughey és James Woods oldalán. 1998-ban főszereplő volt Rhys Ifans mellett a Dupla hulla (You're Dead…) című akciófilmben.
2000-ben egy papot alakított a Sátáni játszma (Lost Souls) című horrorban Winona Ryder partnereként. 2001-ben Mr. Ollivander bőrébe bújt a Harry Potter és a bölcsek kövében (Harry Potter and the Sorcerer's Stone). 2004-ben Guillermo del Toro filmjében, a Pokolfajzatban (Hellboy) vállalt munkát. 2005-ben egy diktátort formált meg a V mint vérbosszú (V for Vendetta) című utopisztikus akciófilmben, melyben Hugo Weaving, Natalie Portman és Stephen Rea volt a partnere, de szintén ebben az évben szerepelt a ruandai népirtást feldolgozó A kutyákat lelövik, ugye? (Shooting Dogs) című filmdrámában is.

## Betegsége és halála
2015. június 16-án Hurt nyilvánosan bejelentette, hogy korai stádiumú hasnyálmirigyrákot diagnosztizáltak nála. Megerősítette, hogy a kezelés ideje alatt továbbra is dolgozni fog, és elmondta, hogy mind ő, mind pedig az őt kezelő orvosi csapat "több mint optimista a megnyugtató eredménnyel kapcsolatban". A kezelést követően 2015. október 12-én kijelentette, hogy a rákja gyógyulóban van. A norfolki Cromerben lévő otthonában halt meg 2017. január 25-én, három nappal 77. születésnapja után.

## Díjai és jelölései
- 1979 – Golden Globe-díj – a legjobb férfi epizódszereplő (Éjféli expressz)
- 1981 – Oscar-jelölés – a legjobb színész (Az elefántember)
- 1981 – Golden Globe-jelölés – a legjobb drámai színész (Az elefántember)
- 1979 – Oscar-jelölés – a legjobb férfi epizódszereplő (Éjféli expressz)

## Filmjei
- 2014 –  Herkules – Kotisz, Trákia királya
- 2013 – Ki vagy, doki?: A Doktor napja – War Doctor
- 2011 – Halhatatlanok – Mesélő
- 2011 – Harry Potter és a Halál ereklyéi 2. rész (Harry Potter and the Deathly Hallows: Part II) – Mr. Ollivander
- 2011 – (TRON 2.0)
- 2010 – (Angel Makers)
- 2010 – (No One Gets Off in This Town)
- 2010 – Harry Potter és a Halál ereklyéi 1. rész (Harry Potter and the Deathly Hallows: Part I) – Mr. Ollivander
- 2009 – (44 Inch Chest) – öreg Peanut
- 2009 – (The Limits of Control) – A gitáros
- 2008 – (Outlander) – Rothgar
- 2008 – New York szeretlek (New York, I Love You) – színész
- 2008 – Újraszámlálás (Recount) – Warren Christopher
- 2008 – Indiana Jones és a kristálykoponya királysága (Indiana Jones and the Kingdom of the Crystal Skull) – Dr. Harold Oxley
- 2008 – Pokolfajzat 2. (Hellboy 2: The Golden Army)-Trevor "Broom" Bruttenholm
- 2006 – A parfüm: Egy gyilkos története (Perfume: The Story of a Murderer) – narrátor (szinkronhang)
- 2006 – V mint vérbosszú (V for Vendetta) – Adam Sutler
- 2005 – A kutyákat lelövik, ugye? (Shooting Dogs) – Christopher
- 2005 – The Proposition – Jellon Lamb
- 2005 – Manderlay – narrátor
- 2005 – Vad galamb (Valiant) – Felix (szinkronhang)
- 2005 – A titkok kulcsa (The Skeleton Key) – Ben
- 2004 – Az oroszlánbecsület (Pride) – Harry (szinkronhang)
- 2004 – Pokolfajzat (Hellboy) – Trevor "Broom" Bruttenholm professzor
- 2003 – Owning Mahowny – Victor Foss
- 2002 – A csali (Bait) – Jack Blake
- 2002 – Miranda – Christian
- 2001 – Corelli kapitány mandolinja (Captain Corelli's Mandolin) – dr. Iannis, orvos
- 2001 – Harry Potter és a bölcsek köve (Harry Potter and the Sorcerer's Stone) – Ollivander
- 2000 – Sátáni játszma (Lost Souls) – Lareaux atya
- 2000 – Tigris színre lép (The Tigger Movie) – narrátor (szinkronhang)
- 1999 – You Are Dead – Maitland
- 1999 – Friss vér (New Blood) – Alan White
- 1998 – A főbiztos (The Commissioner) – James Morton
- 1997 – Kapcsolat (Contact) – S. R. Hadden
- 1996 – Festménymesék 2. – színész
- 1995 – Vad Bill (Wild Bill) – Charley Prince
- 1995 – Halott ember (Dead Man) – John Scholfield
- 1995 – Rob Roy – Montrose
- 1994 – Hüvelyk Panna (Thumbelina) – Mr. Mole (szinkronhang)
- 1994 – Második nekifutás (Second Best) – Turpin nagybácsi
- 1994 – Idegen erő (Monolith) – Villano
- 1993 – Kölcsönkapott idő – Sean
- 1993 – Néha a csajok is úgy vannak vele (Even Cowgirls Get the Blues) – a grófnő
- 1991 – Ne folytassa, felség! – Őfelsége Ralph király (King Ralph) – Lord Percival Graves
- 1990 – A rét (The Field) – színész
- 1990 – Az örök Frankenstein (Frankenstein Unbound) – Dr. Joseph Buchanan
- 1989 – Botrány (Scandal) – Stephen Ward
- 1988 – Bengáli éjszakák (La Nuit Bengali) – Lucien Metz
- 1988 – Ária (Aria) – Garuso
- 1988 – Úri passziók (White Mischief) – színész
- 1987 – Űrgolyhók (Spaceballs) – Kane (cameo)
- 1987 – Az ügyvéd, aki szelet vetett és sikert aratott (From the Hip) – Douglas Benoit
- 1984 – Az áruló (The Hit) – Braddock
- 1984 – 1984 – Winston Smith
- 1983 – Lear király (King Lear) – a bolond
- 1983 – Bajnokok (Champions) – Bob Champion
- 1983 – Az Osterman-hétvége (The Osterman Weekend) – Lawrence Fassett
- 1982 – Partnerek (Partners) – színész
- 1981 – Éjszakai átkelés (Night Crossing) – Peter Strelzyk
- 1980 – A mennyország kapuja (Heaven's Gate) – Billy Irvine
- 1980 – Az elefántember (The Elephant Man) – John Merrick
- 1979 – A nyolcadik utas: a Halál (Alien) – Kane
- 1978 – Éjféli expressz (Midnight Express) – színész
- 1971 – Rillington tér tíz (10 Rillington Place) – Timothy John Evans
- 1969 – Bűnös Davey (Sinful Davey) – Davey Haggart
- 1966 – Egy ember az örökkévalóságnak (A Man For All Seasons) – Richard Rich
- 1962 – Vadul vagy engedékenyen (The Wild and the Willing) – színész